# دودمان سورانی
دودمان سوریان (Severan dynasty) یک سلسله امپراتوری روم بود که بین سالهای ۱۹۳ تا ۲۳۵ بر امپراتوری روم حکومت کرد. نام این سلسله از بنیانگذار آن امپراتور سپتیمیوس سوروس (متولد ۱۹۳–۲۱۱) گرفته شده شد، او و همسرش جولیا دومنا پس از سالی که معروف به سال پنج امپراتور است به عنوان پیروز جنگ داخلی ۱۹۳ تا ۱۹۷ به قدرت رسیدند. پس از دوران کوتاه سلطنت دو پسر آنها، کاراکالا (ح. ۱۹۸–۲۱۷) و گتا (ح. ۲۰۹–۲۱۱) جانشین پدر خود در امپراتوری شده و هردو ترور شدند. سپس نزدیکان جولیا دومنا قدرت را به دست گرفتند و ابتدا هلیوگابال (حدود ۲۱۸–۲۲۲) و سپس الکساندر سوروس (حدود ۲۲۲–۲۳۵) به امپراتوری رسیدند.
کنترل این سلسله بر امپراتوری برای مدتی کوتاهی با سلطنت مشترک ماکرینوس (حدود ۲۱۷–۲۱۸) و پسرش دیادومنیان (پیروزی ۲۱۸) پایان یافت. زنان این سلسله به عنوان مادرسالاران، از جمله جولیا دومنا، مادر کاراکالا و گتا، جولیا سوایمیاس و جولیا مامایا، مادران به ترتیب هلیوگابال و الکساندر سوروس و خواهر دومنا و مادر هر دو آنها جولیا مایسا، همه آگوستایان همه کاره و بسیار قدرتمند بودند و در اداره صاف کار امپراتوری و انتقال اقتدار و تثبیت مقام امپراتوری به پسرانشان نقش بسیار مهمی داشتند.
اگرچه سپتیمیوس سئوروس پس از آشوب اواخر قرن ۲ با موفقیت صلح را برقرار کرد، اما روابط خانوادگی بسیار ناپایدار و همچنین آشوب‌های سیاسی مداوم که به دنبال آن حوادث قریب‌الوقوع بحران قرن سوم است، این دودمان را از هم پاشید. از همان ابتدا تا انتها؛ با وجود این که سپتیمیوس سوروس سلسله رو تاسیس کرد و چهار امپراتور دیگر بر آن با اقتدار فرمان‌ راند، اما سه جولیا این خانواده؛ دومنا، مایسا و مامایا که علاقه زیادی به سیاست داشتند، رهبری خانوادگی را برعهده داشتند و در مدیریت داخلی قدرت و حفظ ثبات امپراتوری نقش فعال‌تر ایفاء می‌کردند.

## تاریخچه
برای آشنایی با تبارنامه به اینجا مراجعه فرمایید

## سپتیموس(۲۱۱–۱۹۳)
مقاله اصلی: سپتیموس سوروس

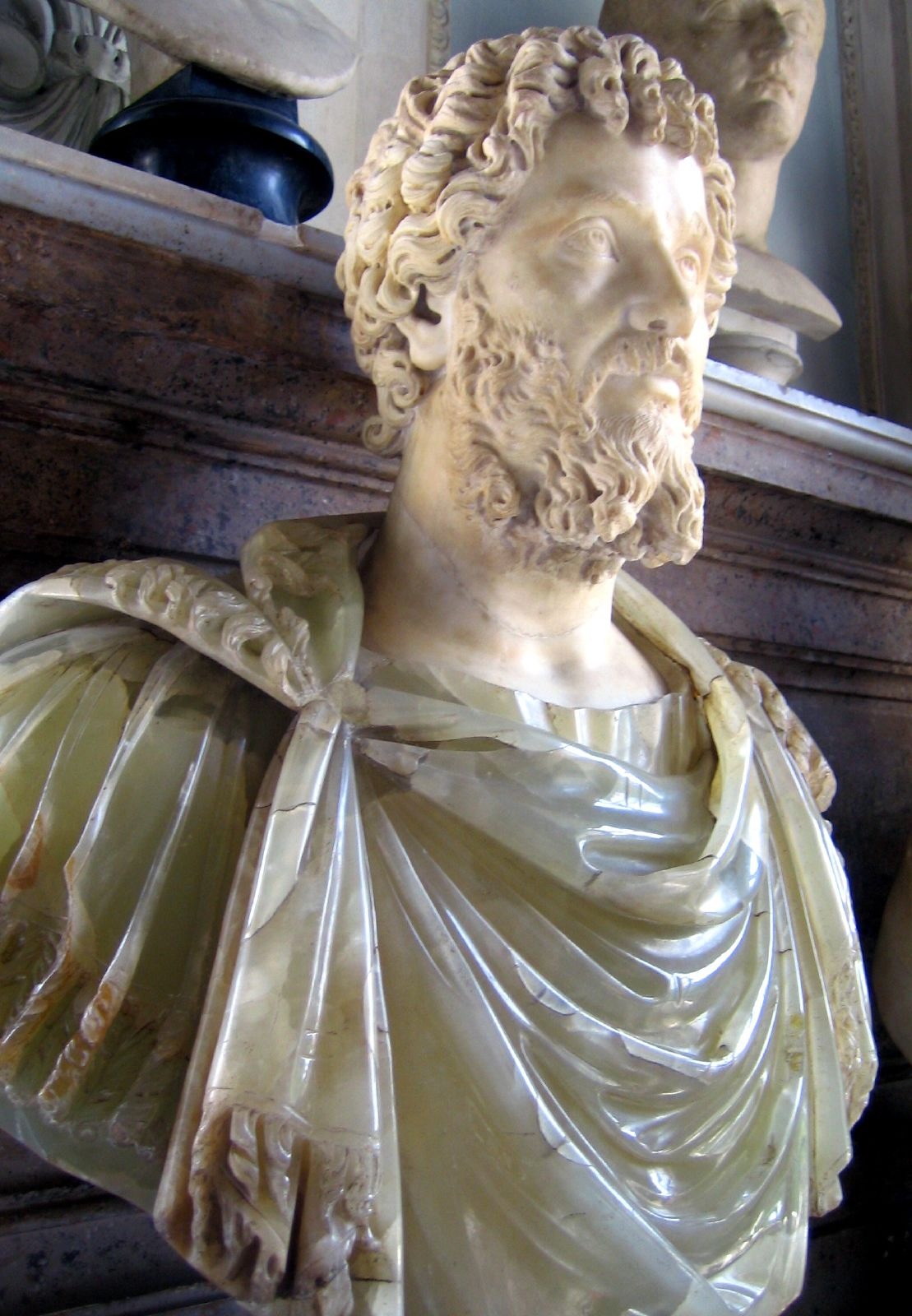
سپتیموس سوروس بنیانگذار دودمان سوریان

سپتیموس در آفریقا در لیبی امروزی به دنیا آمد و در خانواده ای فینیقی و کارتاژی زبان پرورش یافت همسرش جولیا دومنا اهل سوریه بود ویلدورانت این دودمان را دودمان سامی می‌خواند. وی با گذراندن دوره خدمت نظامی در دوره امپراتوران دودمان آنتونی به درجه کنسولی رسید. وی با جولیا دومنا، نجیب‌زاده سوری ازدواج کرد و از او صاحب دو فرزند شد، کاراکالا و گتا. جولیا در طول سلطنت سپتیمیوس سوروس از قدرت قابل توجهی برخوردار بود و وظایف درخواست‌های مقامات و اسناد رسمی امپراتوری را بر عهده داشت و در پشت صحنه به طور برجسته در کمک رساندن به سوروس برای اداره کل امپراتوری، نقش فعال و اثرگذاری داشت. سوروس با تحریک و کمک جولیا دومنا متعاقباً در سال ۱۹۳ توسط لژیونرهایش در نوریکوم در جریان ناآرامی‌های سیاسی پس از مرگ کمودوس، امپراتور اعلام شد، پس از شکست دادن آخرین رقیب خود، کلودیوس آلبینوس، در جنگ لوگدنوم، در سال ۱۹۷ به تنهایی حاکمیت امپراطوری را حفظ کرد.
سپتیموس جنگ موفقیت‌آمیزی را علیه اشکانیان در پیش گرفت و با موفقیت در مبارزه با حملات بربرها در بریتانیای رومی شرکت کرد و دیوار هادریان را بازسازی کرد. در رم روابط وی با سنا بسیار ضعیف و بد بود و تنها با روابط قوی همسرش جولیا دومنا با سناتورها بود که سنا را در دولت نگهداشت، اما با وجود روابط ضعیف با سنا در میان عوام بسیار محبوب بود، مانند سربازانی که حقوق آنها را از سال ۱۹۷ افزایش داده بود. از سال ۱۹۷ او اعتماد زیادی را به گایوس فولویوس پلاوتیانوس، رئیس قدرتمند گارد پرتورین (گارد ویژه) خود کرد، که با جولیا دومنا برای کنترل وسیع امپراتوری درگیر شد، اما او را به علت قدرت بیش از حد و نفوذ منفی اش در سال ۲۰۵ اعدام کرد (احتمالاً بخاطر خیانت یا توسط توطئه جولیا دومنا). یکی از جانشینان پلاوتیانوس، حقوقدان پاپینیان، از اقدام نزدیک جولیا دومنا بود. پس از مرگ گایوس فولویوس پلاوتیانوس در باقی مانده سلطنت خود، وی توجه بیشتری به نظرات همسر قدرتمند خود جولیا دومنا کرد و بسیار به صلاحدید وی وابسته بود. سپتیموس به آزار و شکنجه رسمی مسیحیان و یهودیان ادامه داد، زیرا آنها تنها دو گروه بودند که اعتقادات خود را با عقاید رسمی مذهبی جمع نمی‌کردند.
سپتیموس هنگام جنگ در انگلیس درگذشت. او پسرانش کاراکالا و گتا را قبلاً به عنوان امپراتور مشترک انتخاب کرده بود و بعد از مرگ خود وصیت کرد که با هم هماهنگ باشند و به طور یکسان جانشین وی شوند و آنها تحت تاثیر و زیر نظر مادرشان جولیا دومنا سلطنت کردند.

## کاراکالا (۲۱۷–۱۹۸)
مقاله اصلی کاراکالا

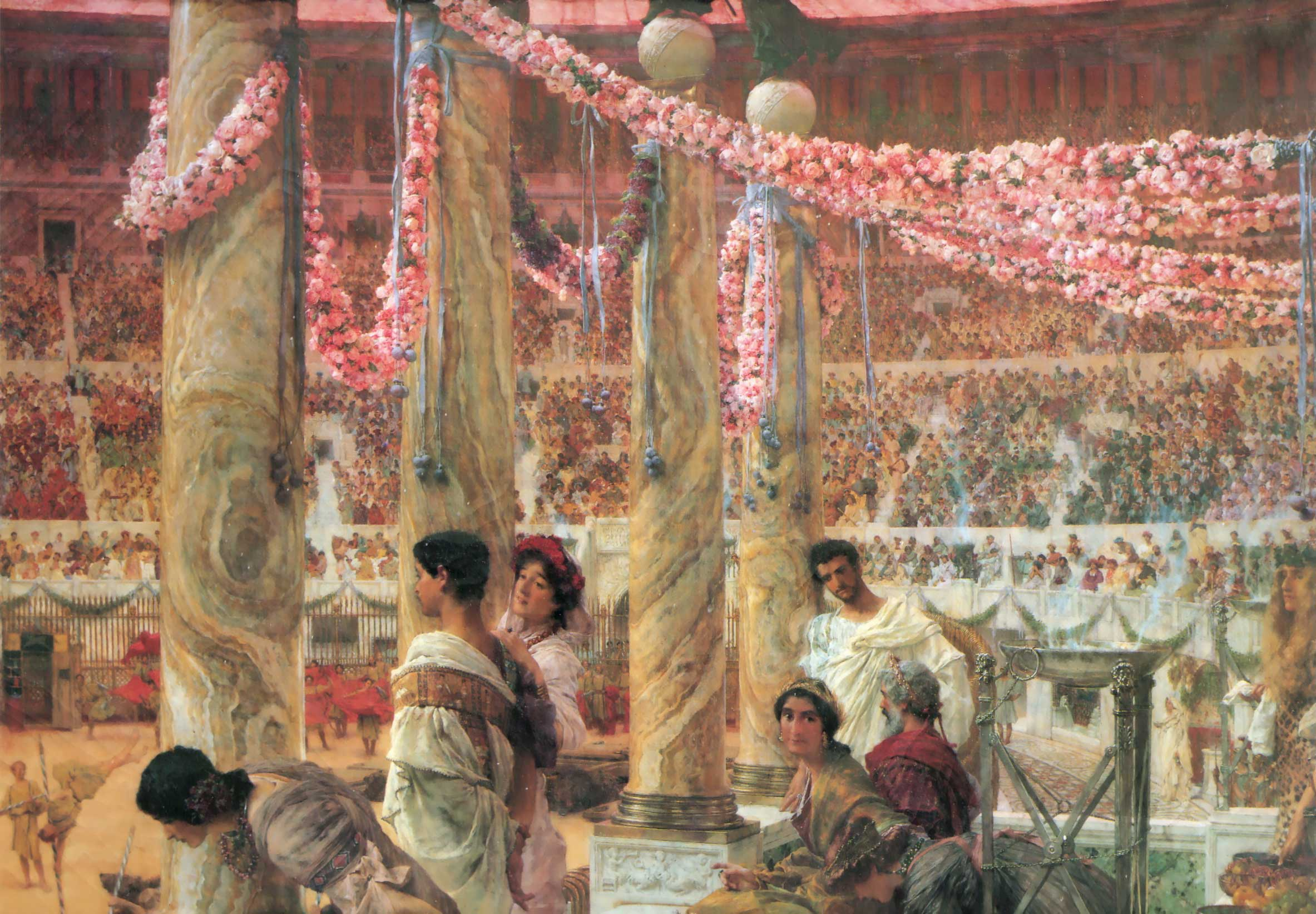
کاراکالا و گتا

پسر بزرگ سپتیموس، او لوسیوس سپتیمیوس باسیانوس در لوگدنوم، گل به دنیا آمد. «کاراکالا» لقبی بود که به تن‌پوش کلاه دار گالیک (فرانسه امروز) اشاره داشت که به‌طور معمول حتی هنگام خواب از آن استفاده می‌کرد. سالها قبل از مرگ پدرش، کاراکالا به همراه پدرش، و بعداً برادر کوچکترش گتا، امپراتوران مشترک اعلام شدند. کمتر از یک سال از مرگ پدرشان نگذشت که درگیری بین این دو برادر به قتل گتا منجر شد و کاراکالا تنها امپراتور شد، کاراکالا به پرداخت رشوه‌های بالا به لژیونرها و بی رحمی بی‌سابقه، ترورهای بیشمار دشمنان و رقبایش، مشهور شد. او در طول دوره حکومت خود اعتماد زیادی به مادرش جولیا دومنا کرد و اداره کل امپراتوری را برعهده او قرار داد و در مبارزات نظامی خود در مرزها از جولیا درخواست همراهی می‌کرد و از او مشاوره می‌گرفت و حتی جولیا مسئولیت گرفتن و صدور دستورات، پیش نویس ها، درخواست ها و اسناد رسمی امپراتوری را بر عهده گرفت. کاراکالا به مبارزه در برابر آلامان‌ها پرداخت. حمام کاراکالا در رم ماندگارترین بنای یادبود حکومت وی است. وی هنگام لشکرکشی علیه اشکانیان توسط یکی از اعضای گارد پرتوریان ترور شد.

## گتا (۲۰۹–۲۱۱)
مقاله اصلی: (پوبلیوس سپتیمیوس گتا)

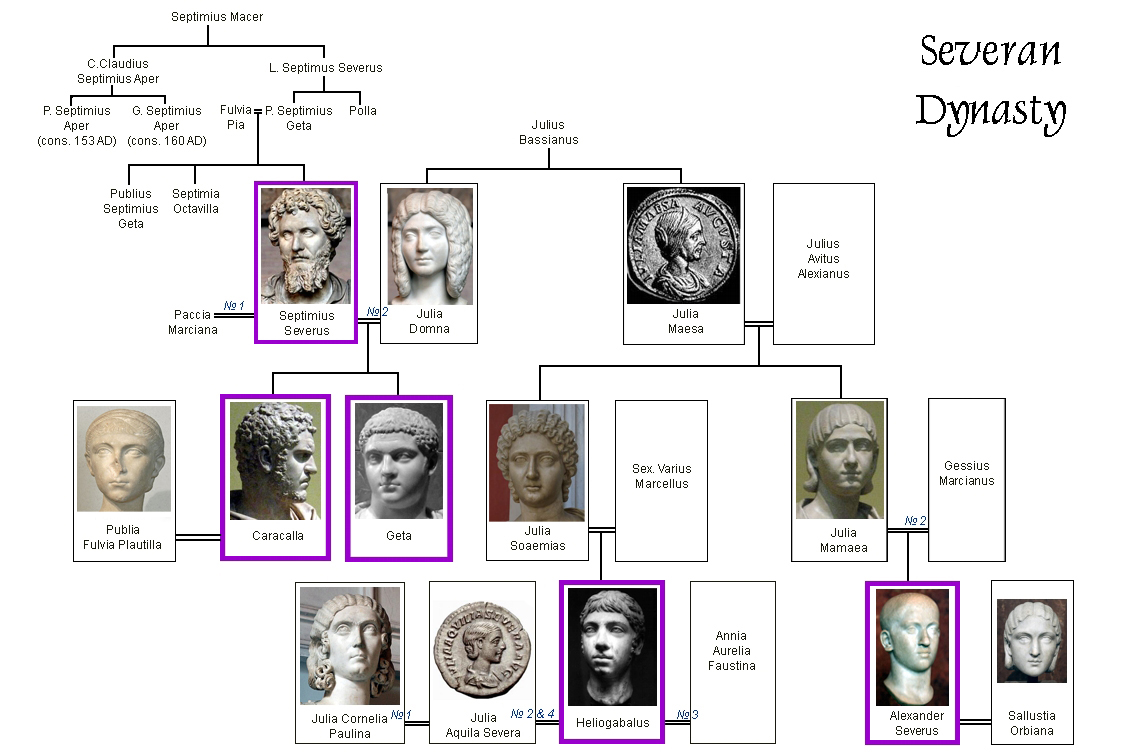
تبارنامه سوریان

پسر کوچکتر سپتیمیوس سرووس، گتا در کنار پدر و برادر بزرگترش کاراکالا به عنوان امپراتور مشترک اعلان شد. روابط بین این دوبرادر پس از مرگ پدرشان خصمانه بود. به دستور کاراکالا گتا در آپارتمان مادرشان ترور شد؛ و پس از آن به عنوان تنها امپراتور حکومت کرد.

## وقفه: ماکرینوس
مقاله اصلی (ماکرینوس)
مارکوس اوپلیوس ماکرینوس در سال ۱۶۴ در قیصریه در موریتانی شرشال، الجزایر امروزی متولد شد. از نظر دودمان با سلسله سورین ارتباطی نداشت. او در دربار امپراتوری رشد کرد تا اینکه با نظر کاراکالا به عنوان رئیس گارد پرتوریان معرفی شد. به دلیل بی رحمی و خیانت امپراتور، ماکرینوس در یک توطئه به گارد پرتوریان دستور داد تا کاراکالا را به قتل برسانند در نتیجه در ۸ آوریل ۲۱۷ کاراکالا در راه سفر به کاره (حران) ترور و سه روز بعد ماکرینوس امپراتور اعلام شد. مهمترین تصمیم اولیه او صلح با امپراتوری اشکانی بود اما بسیاری این توافق را برای روم تحقیر آمیز می‌دانستند؛ ولی علت اصلی سقوط او امتناع وی از اعطای دستمزد و امتیازاتی بود که کاراکالا به نیروهای شرقی قول داده بود بعلاوه اینکه وی این نیروها را زمستان در سوریه نگه داشت، جایی که آنها جذب (هلیوگابال) جوان شدند. پس از ماه‌ها شورش خفیف توسط بخش عمده ارتش در سوریه، ماکرینوس سپاهیان وفادار خود را برای نبرد با ارتش هلیوگابال نزدیک انطاکیه برد. علی رقم جنگ خوب گارد پرتورین سربازان وی شکست خوردند و ماکرینوس موفق به فرار به خلقیدون شد اما اقتدار او از بین رفت و پس از ۱۴ ماه سلطنت اعدام شد. پسر ماکرینوس به نام دیادومنیانوس (معروف به (دیادومنیان). در سال ۲۱۷ در زمان امپراتوری پدرش درجه سلطنتی سزار به او اعطا شد. وی پس از شکست پدر قصد فرار به پارت را داشت اما دستگیر و کشته شد.

## هلیوگابال (۲۲۲–۲۱۸)
مقاله اصلی: (هلیوگابال)

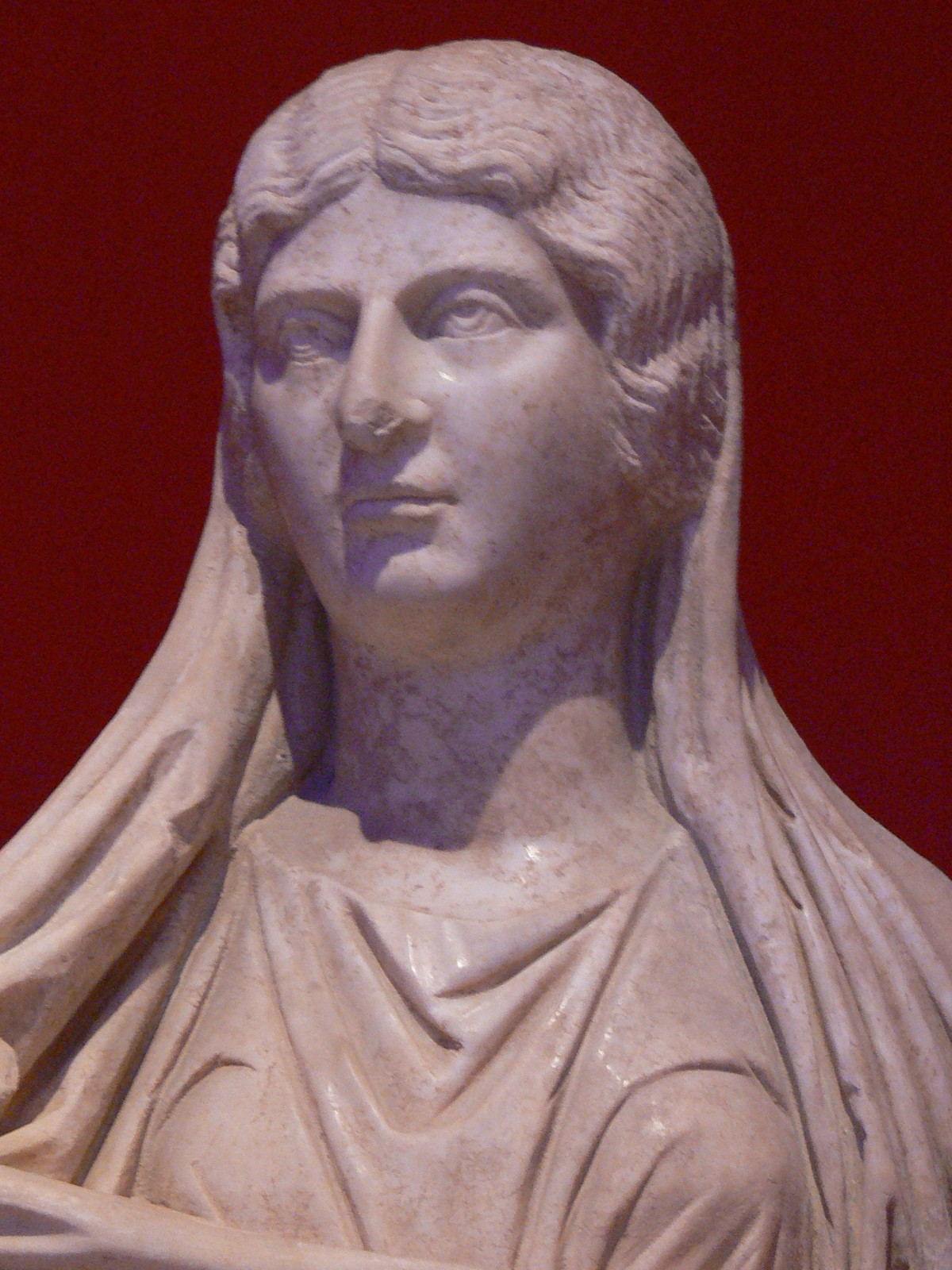
جولیا سویایمیاس زنی که بخاطر بی تجربگی و سن بسیار کم پسرش؛ از سال ۲۱۸ تا زمان قتل خود در سال ۲۲۲، امپراتوری در دستان او قرار داشت

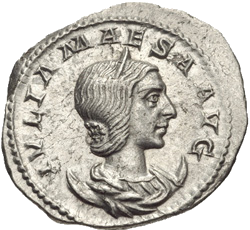
جولیا مایسا، همچون خواهرش جولیا دومنا قدرت واقعی پشت تاج و تخت امپراتوری بود؛ او از سال ۲۱۸ تا زمان مرگ‌ خود در سال ۲۲۴ از طریق نوه‌هایش هلیوگابال و الکساندر سوروس و درکنار دخترانش، مادران به ترتیب امپراتوران: جولیا سویایمیاس و جولیا مامایا امپراتوری روم را اداره می کرد

الاگابالوس معروف به هلیوگابال در سال ۲۰۴ متولد و بعداً به مارکوس اورلیوس آنتونیوس معروف شد. نام «الاگابالوس» برگرفته از نام لاتین برای خدای خورشید سوریه ایلاگابال است که او در سنین جوانی کاهن آن معبد بود. مادربزرگ هلیوگابال، جولیا مایسا و با کمک‌های اولیه خواهرش جولیا دومنا که نقشه‌هایی برای سرنگونی ماکرینوس کشیده بود و مایسا با نقشه‌ای ماهرانه از خودکشی جولیا دومنا بانفوذ که بیش از پیش حکومت ماکرینوس را تضعیف کرد و با استفاده از این مرگ خواهر خود و ثروت عظیم خود و همچنین این ادعا که هلیوگایال پسر حرامزاده کاراکالا است سربازان لژیون سوم گالیک را که در نزدیکی امسا مستقر بودند متقاعد کرد تا برای بازگرداندن قدرت دودمان سورانی و وفاداری به هلیوگابال سوگند وفاداری یاد کنند. بعداً جولیا مائسا را به همراه نوه ها و دخترانش به اردوگاه نظامی دعوت کردند و با پوشاندن لباس بنفش امپراتوری برتن هلیوگابال که توسط سربازان به عنوان امپراتور تاج گذاری کرد توانست بر ماکرینوس پیروز شود. سلطنت هلیوگابال با مرور زمان در رم و کل امپراتوری به سلطنت ظالمانه شناخته شده‌است، اگرچه منابع تاریخی اندک است و در بسیاری از موارد قابل اعتماد کامل نیست. گفته می‌شود که وی در یک ضیافت میهمانان درحالی که خود را درمیان گل‌ها غرق کرده بود با معشوق مرد خود (که پس از آن «شوهر امپراتور» نامیده می‌شد) ازدواج کرده و با یکی از (باکره‌های وستال)، به نام آکویلا سورا ازدواج کرد. به نظر (دیو) او تراجنسی بود. او مبالغ زیادی را به پزشکی که بتواند دستگاه تناسلی زنانه به او بدهد پیشنهاد می‌دهد. اداره روزمره امپراتوری در تمام چهار سال سلطنتش، عمدتاً به مادربزرگش جولیا مائسا و مادرش جولیا سویایمیاس واگذار شد. جولیا مائسا با دیدن اینکه رفتار ناپسند نوه اش می‌تواند به معنای از دست دادن قدرت باشد، تدابیری را اتخاذ کرده تا از خارج شدن بیش از حد امور جلوگیری کند، او هلیوگابالوس را متقاعد کرد پسر خاله جوان خود (الکساندر سوروس) را به عنوان سزار (و بنابراین امپراتور آینده) بپذیرد و به عنوان شریک-کنسولگری همراه او شرکت کند. الکساندر در میان سپاهیان با وساطت جولیا مایسا (مادربزرگش) محبوبیت داشت و به تدریج همه هرچه بیشتر به رفتارهای هلیوگابال اعتراض می‌کردند. هلیوگابال که به این محبوبیت الکساندر حسادت می‌کرد، لقب سزار را از پسر خاله خود برداشت و با این عمل محافظان الکساندر یعنی گارد پرتوریان را خشمگین کرد. سپس هلیوگابالوس و مادرش سویائمیاس در یک توطئه برنامه ریزی شده توسط جولیا مایسا (و جولیا مامایا؛ مادر الکساندر) در شورش سربازان محافظ خودشان در اردوگاه گارد پرتوریان بسیار بی رحمانه ترور شدند.

## الکساندر سوروس (۲۲۲–۲۳۵)

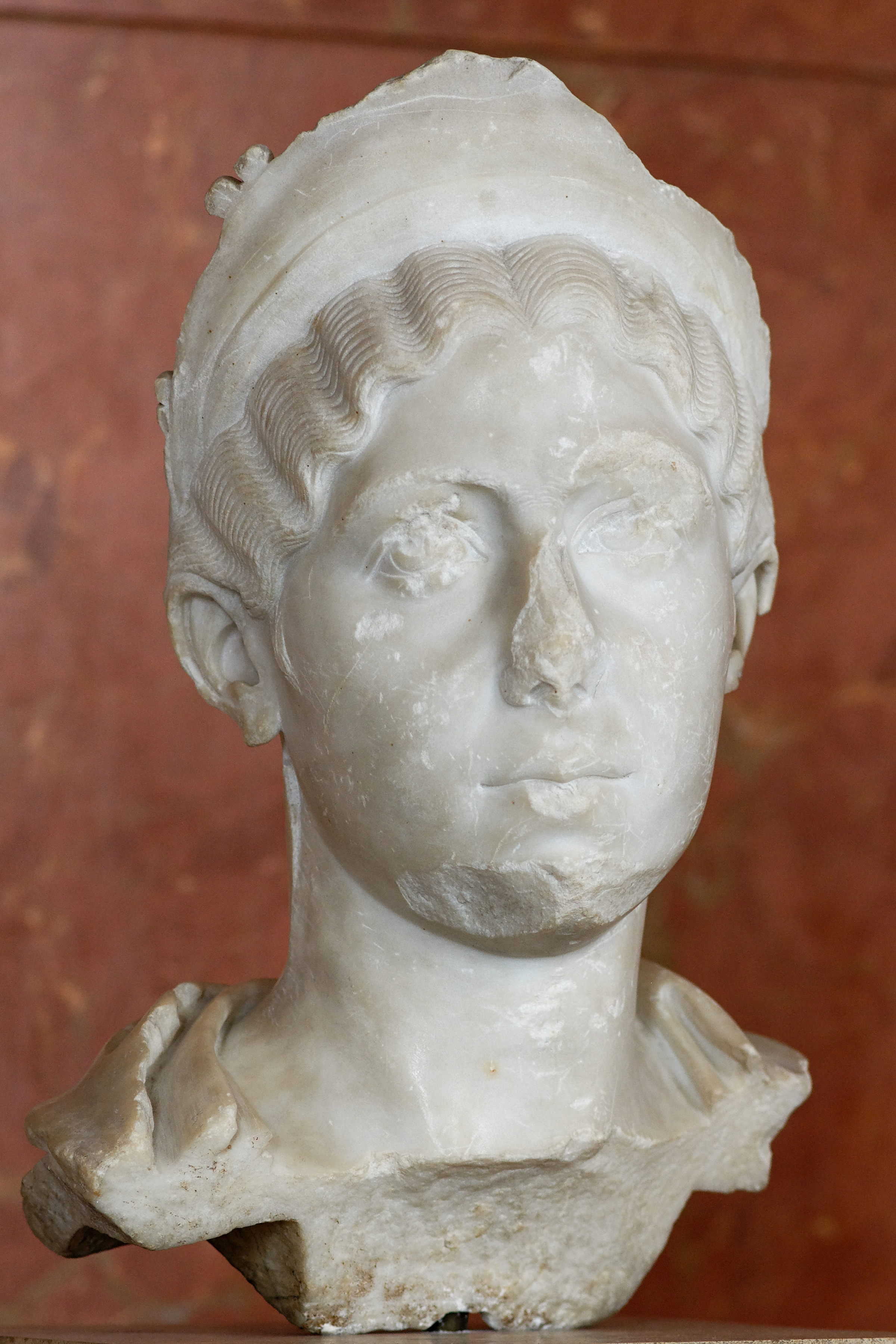
جولیا مامایا، از سال ۲۲۲ تا هنگام مرگ مادرش جولیا مایسا در سال ۲۲۴ به‌طور مشترک بر سر پسرش الکساندر عملاً نایب السلطنه بود؛ با مرگ مادرش، مامایا علناً از یک مربی، همکار و محافظ سیاسی محروم شده و بدون مادر همواره تا سال ۲۲۶ خودش تنها اداره کننده واقعی امپراتوری بود. او پس از بزرگسالی پسرش به عنوان consors imperii (شریک/همسر در حکومت:۲۲۶–۲۳۵) تبدیل شد و همچنان نقش اول و رهبری را در اداره امپراتوری داشت؛ تاثیر مامایا، باعث شد الکساندر به عنوان یک بچه‌مادر ضعیف در تاریخ شناخت شد

مقاله اصلی: الکساندر (الکساندر سوروس)
الکساندر که در حدود سال ۲۰۸ با نام مارکوس جولیوس گسیوس باسیانوس الکسیانوس متولد شد، توسط پسر عموی بزرگترتر و بسیار نامحبوب خود هلیوگابال و با اصرار جولیا مائسا بانفوذ و قدرتمند در مراسمی که توسط مادربزرگ هر دو پسر خاله ها برای بزرگداشت امپراتور توسط لژیون سوم گالیکا ترتیب داده بود به عنوان (وارث بلافصل) پذیرفته شد. در سال ۲۲۲ هنگامی که الکساندر فقط سیزده سال داشت، در مورد کشته شدنش شایعه ای در بین نیروهای شهر پیچید که باعث شد وی به عنوان امپراتور تعیین گردد. هلیوگابال هجده ساله و مادرش هر دو را از قصر به خیابان‌ها کشاندند و به قتل رساندند و توسط گارد پرتوریان در رودخانه (تیبر) انداخته و سپس الکساندر سوروس را امپراتور اعلام کردند. الکساندر که از سیزده سالگی تحت نظارت مادربزرگ قدرتمندش جولیا مائسا و مادر توانای خود جولیا آویتا مامیا حکومت می‌کرد، با مرگ مادربزرگ خود در سال ۲۲۴، او فقط زیر نظر مادرش قرار داشت، که در زمان بزرگسالی خود احترام و عزت خودش را برای مادرش تایید کرد و مقام consors imperii (شریک در حکومت) را به او داد و در همین مقام بود که جولیا مامیا همانند خاله خود جولیا دومنا که شوهرش سپتیمیوس و پسرش کاراکالا در کارزار گسترده نظامی همراهی می‌کرد و مشارکتی قاطع در تصمیمات روزانه داشت، او نیز همین اقدام را دنبال کرد و حتی عملاً خود او و نه الکساندر تصمیم گیرنده بود. الکساندر و مامیا تا حدی میانه‌رویی را که مشخصه حاکمیت سپتیمیوس سوروس بود بازگرداند. افزایش قدرت شاهنشاهی ساسانی (حدود:۲۲۶-۲۵۱) شاید بزرگترین چالش خارجی بود که روم در قرن ۳ با آن روبرو بود. پیگری وی دربارهٔ جنگ علیه حمله ژرمن‌ها به گل منجر به سرنگونی وی توسط نیروهایی شد که وی رهبری آنها را داشت و درنتیجه این جوان تقریباً بیست و هفت ساله رهبری خود را در حوادث مختلف از دست داده بود. مرگ او و مادرش نقطه عطفی بود، که آن را آغاز (بحران قرن سوم) نام گذاری کردند، دورانی که امپراتورهای نظامی با سلطنت‌های کوتاه مدت، ژنرالهای شورشی، جنگ‌های داخلی، بی‌ثباتی عمومی و فروپاشی بزرگ اقتصادی؛ که بعد از پنجاه سال در سلطنت (دیوکلسین) (۲۸۴–۳۰۵) با (دولت چهارنفره) به پایان رسید. پس از وی ماکسیمینوس ترکس (حدود:۲۳۵-۲۳۸) جانشین او شد. اولین امپراتور از مجموعه امپراتورهای ضعیفی که هر کدام به‌طور متوسط فقط ۲ تا ۳ سال حاکم بودند.

## زنان دودمان سوریان

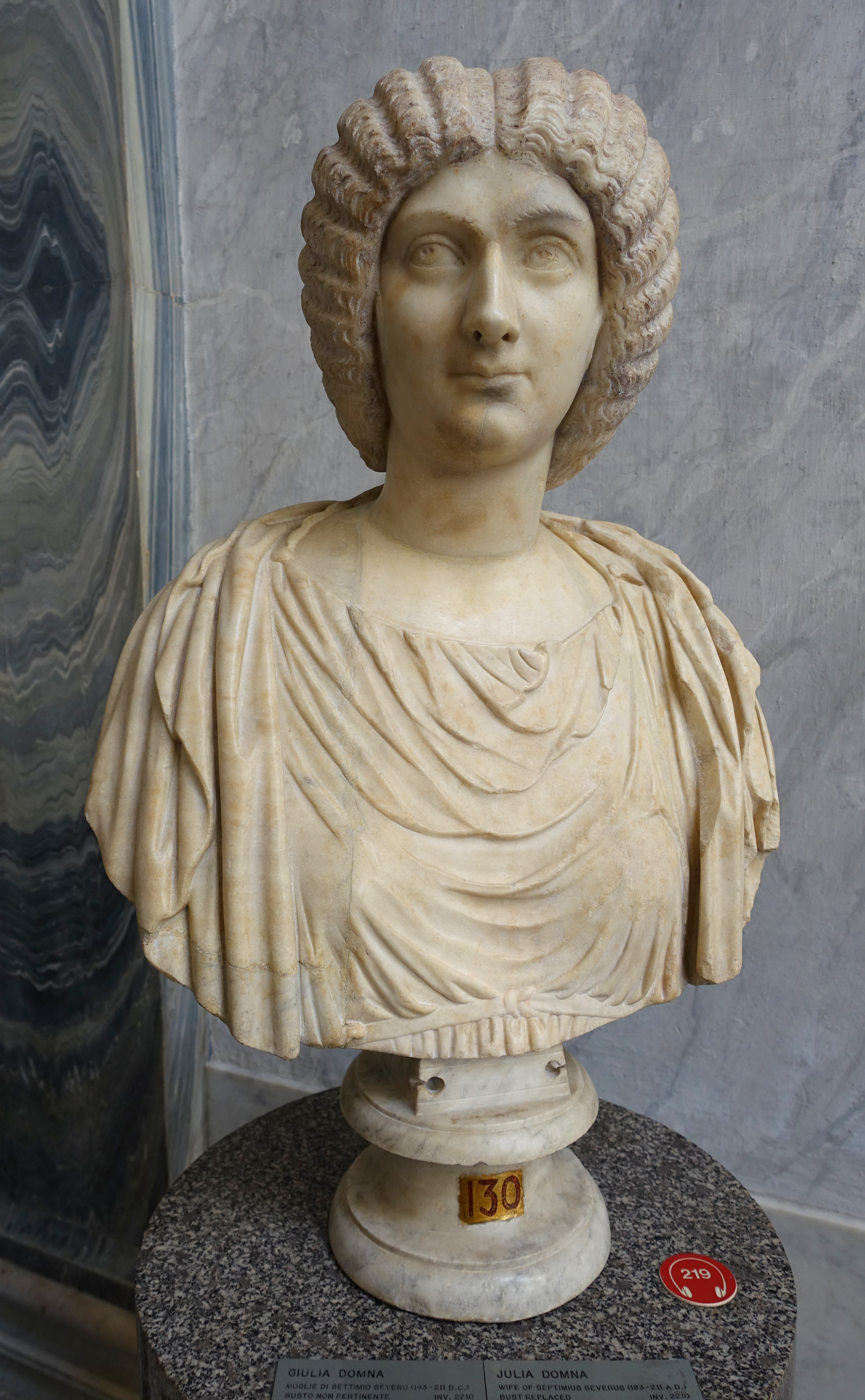
جولیا دومنا، زنی زیبا، باهوش، جاه طلب، پر انرژی، شجاع و تحصیل کرده؛ که به مدت دو دهه از سال ۱۹۳ تا زمان خودکشی خود در سال ۲۱۷ بر امپراتوری فرمان می‌راند. او اول در کنار شوهرش سوروس و سپس در کنار پسرانش گتا و کاراکالا، حتی بعد از ترور گتا توسط کاراکالا، همواره در کنار پسر بزرگتر/مجردش کاراکالا اقتدار را اعمال می‌کرد؛ او معمولاً به عنوان بنیانگدار حکومت پشت پرده‌ای زنان بر سلسله سورانی؛ در تاریخ مورد انتقاد بسیاری قرار می‌گرفت

زنان سوران با همسر بانفوذ سپتیمیوس سوروس، (جولیا دومنا) شروع می‌شود که در پیشرفت شوهر و پسرانش و همچنین مردان خویشاوندش فعال بود و با نفوذ بر شوهر و پسرانش برای بیش از دو دهه بر امپراتوری حکمرانی می‌کرد. از دیگر زنان برجسته ای که مثل دومنا در پشت صحنه بر راس قدرت قرار داشتند، می‌توان به جولیا مایسا، خواهر جولیا دومنا، و دو دختر مایسا، جولیا باسیلینا سویایمیاس، مادر هلیوگابالوس و جولیا آویتا مامایا، مادر الکساندر سوروس اشاره کرد. همچنین فولویا پلوتیلا دختر گایوس فولویوس پلوتیانوس  فرمانده گارد پرتورینها مورد توجه است، او با کاراکالا ازدواج کرد و کاراکالا او را تبعید و سرانجام اعدام شد.

## برای مطالعهٔ بیشتر
- Alföldy, Géza. 1974. "The Crisis of the Third Century as Seen by Contemporaries." Greek, Roman, and Byzantine Studies 15:89–111.
- Benario, Herbert W. 1958. "Rome of the Severi." Latomus 17:712–722.
- Birley, Eric. 1969. "Septimius Severus and the Roman Army." Epigraphische Studien 8:63–82.
- Campbell, Brian. 2005. "The Severan Dynasty." In Cambridge Ancient History: The Crisis of Empire (A.D. 193–337). Edited by Alan K. Bowman, Peter Garnsey, and Averil Cameron, 1–27. Cambridge, UK: Cambridge Univ. Press.
- De Blois, Lukas. 2003. "The Perception of Roman Imperial Authority in Herodian’s Work." In The Representation and Perception of Roman Imperial Power. Edited by Lukas De Blois, Paul Erdkamp, Olivier Hekster, Gerda de Kleijn, and S. Mols, 148–156. Amsterdam: J. C. Gieben.
- De Sena, Eric C. , ed. 2013. The Roman Empire During the Severan Dynasty: Case Studies in History, Art, Architecture, Economy and Literature. American Journal of Ancient History 6–8. Piscataway, NJ: Gorgias.
- Langford, Julie. 2013. Maternal Megalomania: Julia Domna and the Imperial Politics of Motherhood. Baltimore: Johns Hopkins Univ. Press.
- Manders, Erika. 2012. Coining Images of Power: Patterns in the Representation of Roman Emperors on Imperial Coinage, A.D. 193–284. Leiden, The Netherlands, and Boston: Brill
- Moscovich, M. James. 2004. "Cassius Dio’s Palace Sources for the Reign of Septimius Severus." Historia 53.3: 356–368.
- Ward-Perkins, John Bryan. 1993. The Severan Buildings of Lepcis Magna: An Architectural Survey. London: Society for Libyan Studies.